# Trichoneura terebrina
Trichoneura terebrina är en tvåvingeart som först beskrevs av Alexander 1921.  Trichoneura terebrina ingår i släktet Trichoneura och familjen småharkrankar. Inga underarter finns listade i Catalogue of Life.